# 比利時聯邦政府
比利時聯邦政府（官方名稱為比利時聯邦內閣），是比利時聯邦王國的行政機關。內閣是一個由比利時首相領導，各政黨黨魁或資深的國會議員擔任為政府部長及國務大臣，多政黨組成的聯合政府，形式上由君主委任。比利時內閣成員無必要身兼眾議院議員。
根據《比利時憲法》第99條規定，比利時聯邦內閣閣員最高上限為15人，約相等由法語黨派及荷蘭語黨派閣員瓜分。雖然首相受豁免，但1979至2011年之間並無法語系人士出任比利時首相一職。每次內閣會議進行時均有同時雙語傳譯。
關於內閣對聯邦國會負責，存在着兩個憲政慣例，即內閣負責制和部長個人負責制。閣員必要在比利時眾議院議事堂上，為政府施政答辯。考慮政策前，內閣經常將眾議院內聯合政府的各執政黨影響力，作為考慮因素。無一個政黨，無論荷蘭語系還是法語系，曾取得聯邦國會絕對過半數議席。這令籌組聯合政府的談判工作往往變得漫長而困難（如2010-2011年和2019年-2020年的僵局）。
其後經過憲法改革，今後的聯邦政府任期五年，會期將會与歐洲議會相同，下一次大選于2024年5月舉辦，與歐洲議會選舉同時舉行。

## 籌組內閣
每逢大選結束後，當屆政府向比利時君主請辭，留守至下屆政府就職為作。 全程均是比利時歷代憲政慣例: 聯邦國會參眾兩院各議長，首先向比利時君主諮詢。君主繼續向各位政要會面，及後行使後備權力委任採風使，並授予為組閣鋪路的任務。
採風使職責是探索任何組織聯合政府的可行途經，並會唔社會及經濟各界重量級人士，聽取未來需要的施政。 集整資料後，採風使向比利時君主匯報提名組閣使的人選。 如果任何具爭訟性論點阻止組閣，君主亦能再行使後備權力委任其他採風使或調停人，試圖清除組閣談判的死結。2007年7月5日，比利時國王阿爾貝二世曾委任前首相德阿納為2007年普選時期的採風使。慣例最終君主從組閣使的人選中，委任組閣使成為新首相。
組閣使唯一職責是籌組聯合政府及其任屆施政。以憲政慣例，組閣使若成功籌組內閣，比利時君主任命同一人為首相。
按照比利時憲法第96條規定，比利時君主任命及解除內閣成員，但不論如何，憲法第88條亦規定任何皇室令狀，必須會同首相副署之後生效。以憲政慣例，離任首相必須副署關於下一任首相的皇室任命狀。其後，新首相副署關於前任首相請辭的皇室令，和副署新聯邦政府閣員的皇室任命狀。
當新政府閣員向比利時君主宣誓就職後，新政府即時草擬施政，由首相遞交至眾議院通過信任動議。